# Wiki
El término wiki (palabra que proviene del hawaiano wiki, que significa 'rápido') alude al nombre que recibe una comunidad virtual, cuyas páginas son editadas directamente desde el navegador, donde los mismos usuarios crean, modifican, corrigen o eliminan contenidos que, habitualmente, son compartidos por cualquier otro usuario. No tiene por que ser necesariamente un sitio en la web, puesto que hay wikis instalables para uso en el escritorio de un computador u ordenador personal o que pueden portarse en un llavero USB que lleven un entorno LAMP como, por ejemplo, XAMPP.
Los textos o «páginas wiki» tienen títulos únicos. Si se escribe el título de una página wiki en algún sitio de la wiki entre corchetes dobles ([[Título de la página]]), esta palabra se convierte en un «enlace web» a la página correspondiente. De este modo, en una página sobre «alpinismo» puede haber una palabra como «piolet» o «brújula» que esté marcada como palabra perteneciente a un título de página wiki. La mayor parte de las implementaciones de wikis indican en el localizador de recursos uniforme (URL) de la página el propio título de la página wiki (en Wikipedia, ocurre así: <https://es.wikipedia.org/wiki/Alpinismo> es el URL de la página wiki Alpinismo), lo que facilita el uso y la aplicación general del enlace fuera del propio sitio web. Además, esto permite formar en muchas ocasiones una coherencia terminológica, y genera una ordenación natural del contenido.[cita requerida]
Su última tarea, a la que le debe su fama hasta el momento, ha sido la creación de enciclopedias colectivas, género al que pertenece Wikipedia. Existen muchas otras aplicaciones más cercanas a la coordinación de informaciones y acciones, o la puesta en común de conocimientos o textos dentro de grupos. La mayor parte de las wikis actuales conservan un historial de cambios que permite recuperar fácilmente cualquier estado anterior y ver qué usuario hizo todo cambio, lo cual facilita el mantenimiento conjunto y el control de usuarios nocivos. Habitualmente, sin necesidad de una revisión previa, se actualiza el contenido que muestra la página wiki editada.[cita requerida]

## Historia

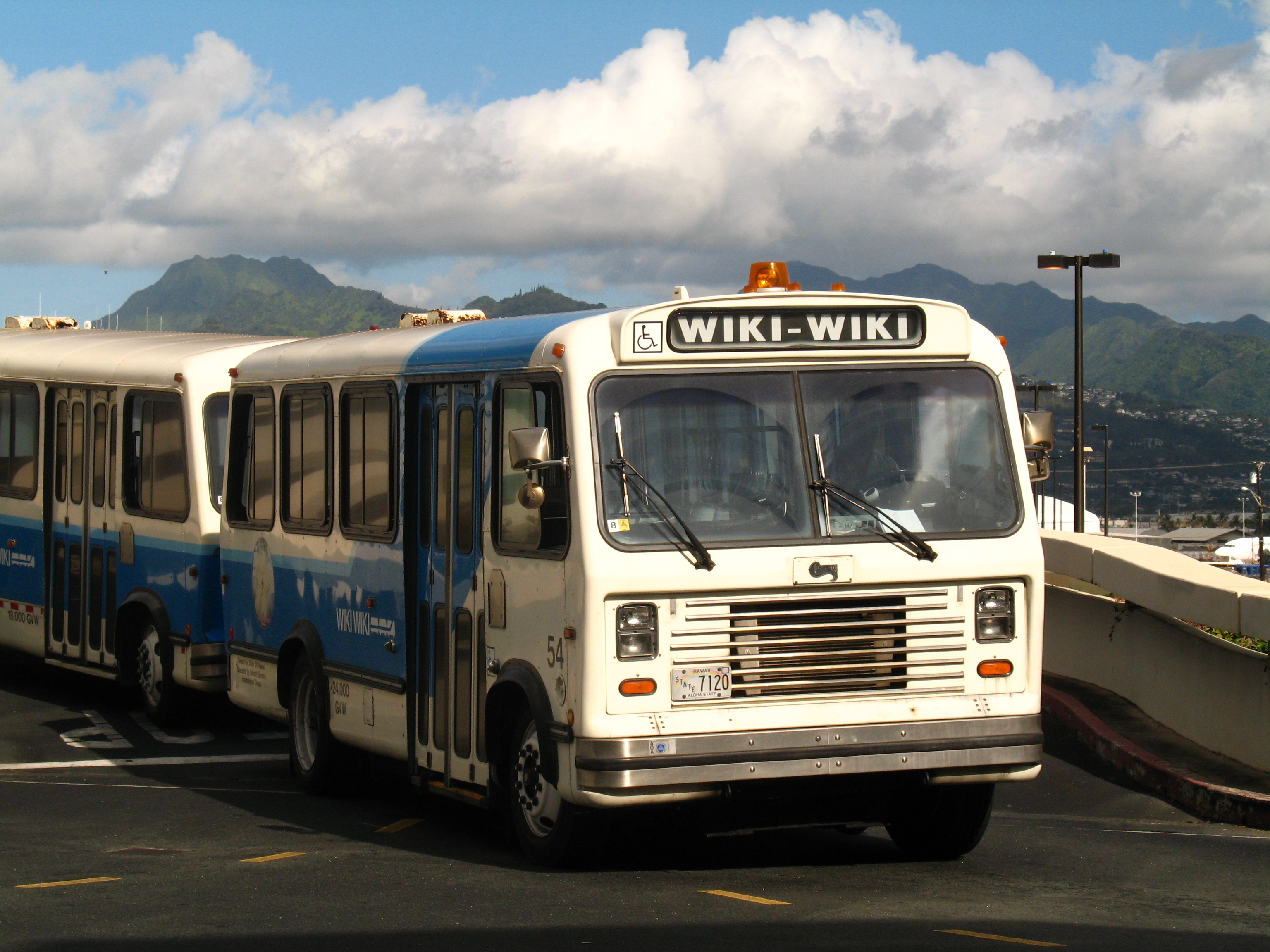
El Wiki Wiki Shuttle, en el aeropuerto internacional de Honolulu

La primera WikiWikiWeb fue creada por Ward Cunningham, quien inventó y dio nombre al concepto wiki, y produjo la primera implementación de un servidor WikiWiki para el repositorio de patrones del Portland (Portland Pattern Repository) en 1995. En palabras del propio Cunningham, una wiki es «la base de datos en línea más simple que pueda funcionar» (the simplest online database that could possibly work).
En enero de 2001, los fundadores del proyecto de enciclopedia Nupedia, Jimmy Wales y Larry Sanger, decidieron utilizar un wiki como base para el proyecto de enciclopedia Wikipedia. Originalmente se usó el software UseMod, pero luego crearon un software propio, MediaWiki, que ha sido adoptado después por muchos otros wikis.
La wiki más grande que existe es la versión en inglés de Wikipedia, seguida por varias otras versiones del proyecto. Las wikis que no pertenecen a Wikipedia son mucho más pequeñas y con menor participación de usuarios, generalmente debido al hecho de ser mucho más especializadas.

## Características
Se trata de un tipo de página web que brinda la posibilidad de que multitud de usuarios puedan editar sus contenidos a través del navegador, con ciertas restricciones mínimas. De esta forma permite que múltiples autores puedan crear, modificar o eliminar los contenidos. Se puede identificar a cada usuario que realiza un cambio y recuperar los contenidos modificados, volviendo a un estado anterior. 
Estas características facilitan el trabajo en colaboración así como la coordinación de acciones e intercambio de información sin necesidad de estar presentes físicamente ni conectados de forma simultánea. El ejemplo más conocido y de mayor tamaño de este tipo de páginas web es la enciclopedia colaborativa Wikipedia (www.wikipedia.org).
A favor: Es una fuente de información y bibliográfica de construcción colectiva.
Problemas: La información publicada puede provenir de fuentes erróneas o no válidas.	
Solución/recomendaciones: Es recomendable trabajar criterios sobre el empleo de fuentes de información confiables y formas de validar los contenidos.
Una wiki permite que se escriban artículos colectivamente (coautoría) por medio de un lenguaje de wikitexto editado mediante un navegador. Una página wiki singular es llamada «página wiki», mientras que el conjunto de páginas (normalmente interconectadas mediante hipervínculos) es «la wiki». Es mucho más sencillo y fácil de usar que una base de datos.
Una característica que define la tecnología wiki es la facilidad con que las páginas pueden ser creadas y actualizadas. En general no hace falta revisión para que los cambios sean aceptados. La mayoría de las wikis están abiertos al público sin la necesidad de registrar una cuenta de usuario. A veces se requiere conectarse para obtener una cookie de «wiki-firma», para autofirmar las ediciones propias. Otras wikis más privadas requieren autenticación de usuario. 

### Perspectivas pedagógicas
Por lo explicado, las wikis son una muy buena opción pedagógica para realizar actividades educativas, ya que como explica Mariana Maggio, se pueden generar propuestas que los alumnos puedan integrar en las wikis a partir de la reconstrucción de las mismas en un sentido didáctico. En la actualidad los documentos web, como lo es el ejemplo de las wikis, crean tendencias y cuando estas configuran los usos de los niños y los jóvenes, es importante que los educadores las reconozcan y se preocupen por entenderlas a partir de su exploración.
Para Maggio, «un proyecto didáctico maravilloso puede ser, cuando el tema lo justifique, generar contenidos para Wikipedia o revisar los publicados allí: entender el tema de un modo profundo, verificar los contenidos, transparentar y discutir los criterios, ampliar lo publicado, ofrecer versiones y especificaciones de alto valor local».
Una wiki también puede ser un espacio usado para seguimiento individual de los alumnos, donde ellos puedan crear sus proyectos independientemente y el profesor pueda intervenir guiando y corrigiendo. Se ha utilizado también en procesos de formación docente ayudando al mejoramiento de sus habilidades tecnológicas, pero también los procesos de colaboración entre pares.
Permite la creación colectiva de documentos en un lenguaje simple de marcas utilizando un navegador web.
Generalmente no se hacen revisiones previas antes de aceptar las modificaciones y la mayoría de las wikis están abiertas.
Permite a los participantes trabajar juntos en páginas web, para añadir o modificar su contenido.
Las versiones antiguas nunca se eliminan y pueden restaurarse.
Se puede seleccionar diferentes tipos de wiki, profesor, grupo, alumno.

### Páginas y edición
En una wiki tradicional, existen tres representaciones por cada página:
- El «código fuente» que pueden editar los usuarios. Es el formato almacenado localmente en el servidor. Normalmente es texto plano, solo es visible para el usuario cuando lo muestra la operación «Editar».
- Una plantilla (en ocasiones generada internamente) que define la disposición y elementos comunes de todas las páginas.
- El código HTML, puesto en tiempo real por el servidor a partir del código fuente cada vez que la página se solicita.

El código fuente es potenciado mediante un lenguaje de marcado simplificado para hacer varias convenciones visuales y estructurales. Por ejemplo, el uso del asterisco «*» al empezar una línea de texto significa que se generará una lista desordenada de elementos (bullet-list). El estilo y la sintaxis pueden variar en función de la implementación, alguno de las cuales también permite etiquetas HTML.

### Estándar
Durante años el estándar de facto fue la sintaxis del WikiWikiWeb original. Actualmente las instrucciones de formateo son diferentes dependiendo del motor de la wiki. Las wikis simples permiten solo formateo de texto básico, mientras que otros más complejos tienen soporte para cuadros, imágenes, fórmulas e incluso otros elementos más interactivos tales como encuestas y juegos. Debido a la dificultad de usar varias sintaxis, se están haciendo esfuerzos para definir un estándar de marcado (ver esfuerzos de Meatball y Tikiwiki).

### Vincular y crear páginas
Los wikis son un auténtico medio de hipertexto, con estructuras de navegación no lineal. Cada página contiene un gran número de vínculos a otras páginas. En grandes wikis existen las páginas de navegación jerárquica, normalmente como consecuencia del proceso de creación original, pero no es necesario usarlas. Los vínculos se usan con una sintaxis específica, el «patrón de vínculos».

#### CamelCase
Originalmente, la mayoría de las wikis usaban CamelCase como patrón de vínculos, poniendo frases sin espacios y poniendo la primera letra de cada palabra en mayúscula (por ejemplo, la palabra «CamelCase»). Este método es muy fácil, pero hace que los hiperenlaces se escriban de una manera que se desvía de la escritura estándar. Las wikis basadas en CamelCase se distinguen instantáneamente por los enlaces con nombres como: «TablaDeContenidos», «PreguntasFrecuentes». Por consiguiente, comenzaron a desarrollarse otras soluciones.

#### Vínculos libres
Los «vínculos libres», usados por primera vez por CLiki, usan un formato tipo _(vínculo). Por ejemplo, _(Tabla de contenidos), _(Preguntas frecuentes). Otros motores de wiki usan distintos signos de puntuación.

#### Interwiki
Interwiki permite vínculos entre distintas comunidades wiki. Las nuevas páginas se crean simplemente creando un vínculo apropiado. Si el vínculo no existe, se acostumbra a destacar como «vínculo roto». Siguiendo el vínculo se abre una página de edición, que permite al usuario introducir el texto para la nueva página wiki. Este mecanismo asegura que casi no se generen páginas huérfanas (es decir, páginas que no tienen ningún vínculo apuntando a ellas). Además se mantiene un nivel alto de conectividad.

### Búsqueda
La mayoría de las wikis permite al menos una búsqueda por títulos, a veces incluso una búsqueda por texto completo. La escalabilidad de la búsqueda depende totalmente del hecho de que el motor de la wiki disponga de una base de datos o no: es necesario el acceso a una base de datos indexada para hacer búsquedas rápidas en wikis grandes. En Wikipedia, el botón «Ir» permite a los lectores ir directamente a una página que concuerde con los criterios de búsqueda. El motor de MetaWiki se creó para habilitar búsquedas en múltiples wikis.

### Control de cambios
Las wikis suelen diseñarse con la filosofía de aumentar la facilidad de corrección de los errores, y no la de reducir la dificultad de cometerlos. Las wikis son muy abiertas, pero incluso así proporcionan maneras de verificar la validez de los últimos cambios al contenido de las páginas. En casi todos las wikis hay una página específica, «Cambios recientes», que enumera las ediciones más recientes de artículos, o una lista con los cambios hechos durante un período. Algunas wikis pueden filtrar la lista para deshacer cambios hechos por vandalismo.
Desde el registro de cambios suele haber otras funciones: el «historial de revisión» muestra versiones anteriores de la página, y la característica «diff» destaca los cambios entre dos revisiones. Usando el historial, un editor puede ver y restaurar una versión anterior del artículo, y la característica «diff» se puede usar para decidir cuándo eso es necesario. Un usuario normal de la wiki puede ver el «diff» de una edición listada en «Cambios recientes» y, si es una edición inaceptable, consultar el historial y restaurar una versión anterior. Este proceso es más o menos complicado, según el programa que use la wiki.
En caso de que las ediciones inaceptables se pasen por alto en «Cambios recientes», algunos motores de wiki proporcionan control de contenido adicional. Se pueden monitorizar para asegurar que una página o un conjunto de páginas mantienen la calidad. A un usuario dispuesto a mantener esas páginas se le avisará en caso de modificaciones, y así se le permitirá verificar rápidamente la validez de las nuevas ediciones.

#### Vandalismo
Consiste en realizar ediciones (generalmente hechas por desconocidos o gente mal intencionada) que borran contenido importante, introducen errores, agregan contenido inapropiado u ofensivo (por ejemplo, insultos) o simplemente incumplen flagrantemente las normas de la wiki. También son frecuentes los intentos de spam, por ejemplo:
- La introducción de enlaces en una wiki con el fin de subir en los buscadores de Internet (véase PageRank).
- Los intentos de publicitarse o hacer proselitismo (de su ideología, religión u otros) a través de la wiki.
- Ingresar material que viola derechos de autor.
- Ingresar contenido inapropiado para menores de edad.

Algunas soluciones que se utilizan para luchar contra el vandalismo son:
- Revertir rápidamente sus cambios, para que así se desanimen.
- Bloquearlos temporalmente por su nombre de usuario o dirección IP, de tal forma que no puedan seguir editando. Esta solución se ve dificultada por las IPs dinámicas y el uso de proxies abiertos, que, al ser bloqueados, pueden afectar también a personas inocentes.
- Si se produce siempre en una misma página, la protección de esa página.
- No permitir que editen páginas usuarios que no estén registrados en la wiki.
- En casos extremos (generalmente, ataques por medio de herramientas automáticas), bloquear la base de datos de la wiki, sin permitir ningún tipo de edición.

## Soporte lógico
Existen varios programas, generalmente scripts de servidor en Perl o PHP, que implementan una wiki. Con frecuencia, suelen utilizar una base de datos, como MySQL. 
Suelen distinguirse por:
- Destino: para uso personal, para intranets, para la web, etc.
- Funcionalidad: pueden o no mantener historiales, tener opciones de seguridad, permitir subir archivos, tener editores visuales WYSIWYG, etc.

Algunos de los más utilizados son:
- UseModWiki: el más antiguo, escrito en Perl.
- MediaWiki: utilizado en todos los proyectos de Wikimedia. Basado en PHP y MySQL.
- PhpWiki: basado en UseMod. Escrito en PHP, puede utilizar distintas bases de datos.
- TikiWiki: CMS completo, con una wiki muy desarrollada, usando PHP y MySQL.
- DokuWiki: una wiki completa escrita en PHP sin necesidad de bases de datos (usa solo ficheros de texto).
- WikkaWiki: basado en WakkaWiki, una wiki muy ligera. Usa PHP y MySQL.
- MoinMoin: modular, escrito en Python.
- OpenWiking: wiki programada en ASP.
- Swiki: wiki programada en Squeak.

## Utilidades
- Pueden realizarse búsquedas en varias wikis a la vez, incluso en esta web y en la de Ward, utilizando un MetaWiki.
- La wiki es una práctica innovadora que ha expandido su uso, por ejemplo, a las empresas, las cuales utilizan este medio para que el conocimiento adquirido por los trabajadores pueda ser compartido y complementado por todos, se utiliza como una herramienta que favorece la innovación.